# Flans (álbum)
Flans (Me Gusta ser Sonrisa) es el primer álbum debut del trio femenino pop Flans, lanzado al mercado el 5 de octubre de 1985 por Fonovista Récords. 
Su primer sencillo, «Bazar», se estrenó con el grupo el 6 de octubre de 1985 en el extinto programa musical Siempre en domingo de Raúl Velasco. La canción fungió como su carta de presentación al público, impactando no solo a México sino a Latinoamérica. En su época, el álbum logró vender 1 230 000 de copias en México, logrando en su época el premio TVynovelas como grupo revelación del año. 
Otros sencillos promocionales de este álbum fueron «¡Ay amor!», «No controles» y «Me gusta ser sonrisa». En 1998 este álbum se reeditó en formato CD bajo el nombre de Me gusta ser sonrisa.

## Lista de canciones
| Flans (Edición en CD) |                                                     |                                                         |          |  |
| N.º                   | Título                                              | Escritor(es)                                            | Duración |  |
| 1.                    | «Me gusta ser sonrisa (I'd like to say I love you)» | Bucks Fizz, Juan Carlos Nieto                           | 4:28     |  |
| 2.                    | «En el medio de los dos»                            | Mariano Pérez, Carlos Gómez, M. Hernández, R. Girón     | 3:48     |  |
| 3.                    | «Cerveza de bote»                                   | Mariano Pérez, Carlos Gómez                             | 4:18     |  |
| 4.                    | «Te quiero, te quiero»                              | Mariano Pérez, R. Ovelar                                | 3:33     |  |
| 5.                    | «Flans»                                             | Mariano Pérez, José María Cano                          | 4:20     |  |
| 6.                    | «¡Ay amor!»                                         | Mariano Pérez, José Antonio García Morato, Carlos Gómez | 3:01     |  |
| 7.                    | «No controles»                                      | Ignacio Cano                                            | 3:23     |  |
| 8.                    | «Susana»                                            | Mariano Pérez                                           | 3:28     |  |
| 9.                    | «Bazar»                                             | Carlos Lara, Jesús Monárrez                             | 3:23     |  |
| 10.                   | «¿Quién eres tú?»                                   | Mariano Pérez-R. Ovelar                                 | 3:45     |  |
| 11.                   | «Billy»                                             | Memo Méndez Guiu, J. Domínguez                          | 3:25     |  |

## Arreglos y dirección
- Pista 1, 8, 10 y 11: Richard Myhll
- Pista 2 y 6: José Antonio Quintano-Mariano Pérez
- Pista 3 y 9: Graham Preskett
- Pista 5: Richard Myhll-Graham Preskett
- Pista 7: Javier Lozada

- Datos: Q5862442